# Rattus everetti
Rattus everetti és una espècie de mamífer rosegador de la família dels múrids. És endèmic de les Filipines.